# Mezquita de Vefa Kilise

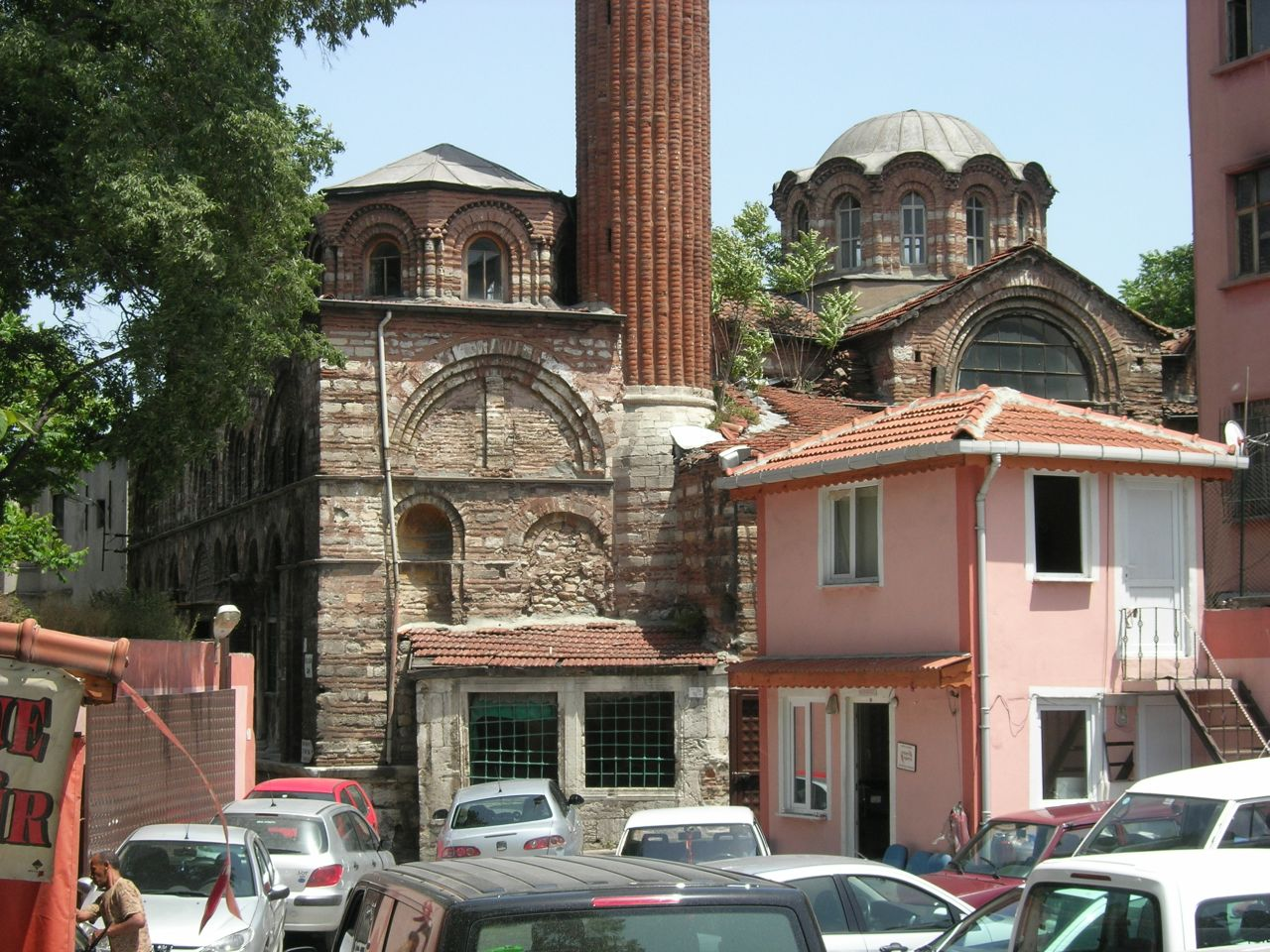
La Mezquita (a la derecha) y el exonártex (a la izquierda) vistos desde el sur.

La Mezquita de Vefa Kilise (en turco: Vefa Kilise Camii, lit. 'mezquita de la iglesia de Vefa'), es una antigua iglesia ortodoxa convertida en mezquita durante el periodo otomano que se encuentra en se encuentra en Estambul, en el distrito de Fatih. La iglesia estaba posiblemente dedicada a Hagios Theodoros (San Teodoro, en griego, ἡ Ἐκκλησία του Ἁγίου Θεοδόρου), aunque no hay ninguna prueba que así lo indique. El complejo representa uno de los ejemplos más importantes de arquitectura comnena y paleóloga de Constantinopla.

## Ubicación
El edificio se encuentra en el barrio de Vefa, a menos de un kilómetro al noroeste del otro importante edificio bizantino de Vefa, la Mezquita de Kalenderhane, y a pocos metros al sur de la Mezquita de Süleymaniye.

## Historia
El origen del primitivo edificio, que se encuentra en la ladera del tercer monte de Constantinopla, no queda claro. A juzgar por la construcción, se levantó a finales del siglo XI y principios del XII, durante el reinado de Alejo I Comneno. Como se ha dicho anteriormente, la dedicación a Hagios Theodoros no está demostrada. Durante la dominación latina de Constantinopla tras la Cuarta Cruzada, el edificio se utilizó como iglesia católica.
Poco después de la conquista de Constantinopla por parte de los otomanos, la iglesia se convirtió en mezquita y fue fundada por el mulá kurdo Molla Gürani, que fue tutor del sultán Mehmed II y primer mufti de Estambul. Por ello, la mezquita lleva su nombre.
En 1833, se produjo un incendio en el complejo que destruyó los edificios de madera anexos. En 1937, se restauró el edificio de forma parcial, durante cuyos trabajos se descubrieron y limpiaron los mosaicos.

## Arquitectura y decoración

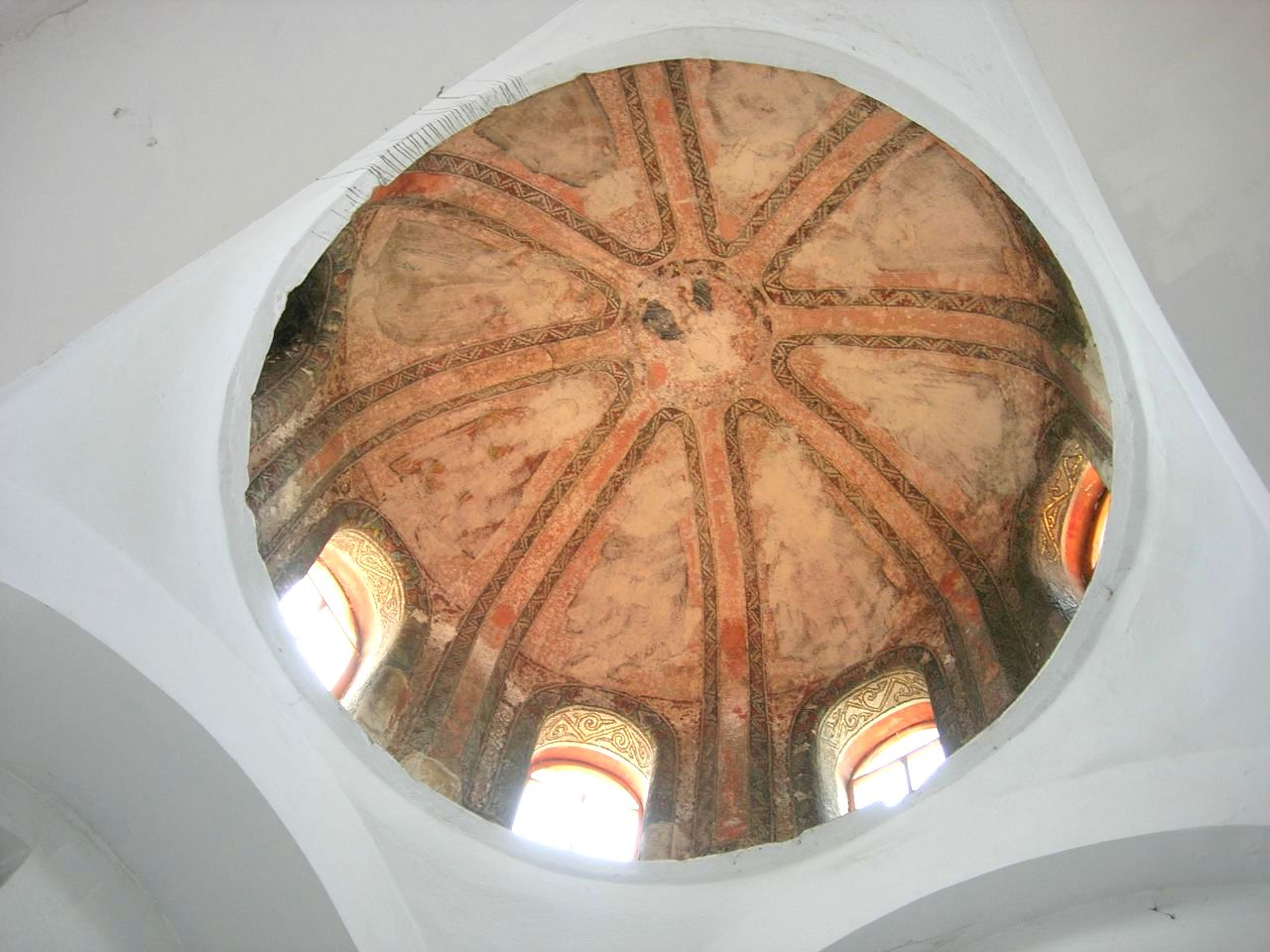
Cúpula sur del exonártex con restos de los mosaicos.

La iglesia original, que nunca se ha estudiado de forma sistemática, tiene planta de cruz inscrita cuyos lados miden nueve metros cada uno. Junto con la Mezquita de Eski Imaret, constituye un ejemplo del estilo comneno de Constantinopla. Está construida con ladrillos, típico de la arquitectura bizantina de mitad del Imperio. La técnica seguida alterna diferentes hiladas de ladrillo detrás de la línea del muro, los cuales se colocan sobre una capa de mortero. Por esta razón, el grosor de las capas de mortero es tres veces mayor que la de las capas de ladrillo.
El edificio cuenta con arcadas ciegas, mientras el ábside se ve interrumpido por una ventana ojival triple y hornacinas. La luz penetra en las naves a través de arcadas triples. El exterior de la iglesia principal cuenta con motivos decorativos como serpientes.
Aparte de este edificio, el complejo está compuesto de un exonártex en la parte occidental, un pórtico (que une un parekklesion a un bema) con columnas y arcos al sur, y un pasillo al norte.
El exonártex representa uno de los ejemplos más característicos de la arquitectura paleóloga de Constantinopla, junto con la parekklesia de Pammakaristos y la iglesia de San Salvador en Chora. La fecha de su edificación debe ser posterior a las iglesias de Pammakaristos y San Salvador en Chora. La fachada consta de dos órdenes con arcadas. El orden inferior cuenta con hornacinas angulares seguidas de arcadas triples, mientras que el superior es diferente, con cinco arcadas semicirculares ciegas que enmarcan las ventanas. La construcción se basa en ladrillo y piedra, visible especialmente en el lado norte. En general, la ejecución es menos refinada que la del parekklesion de la Mezquita de Fethiye.
El exonártex está coronado por tres cúpulas. Las laterales son gallonadas, mientras que la central es de crucería. La decoración interior del exonártex incluye: columnas, capiteles y losas reutilizadas, provenientes de principios del periodo bizantino. Las tres cúpulas estaban cubiertas de mosaicos. Los de la cúpula sur se limpiaron en 1937 bajo la dirección del Ministerio de Mezquitas. Sin embargo, no se ha retirado el yeso del interior de la iglesia.